# Theo Bos
Theo Bos (Nijmegen, 5 de outubro de 1965 - Elst, 28 de fevereiro de 2013) foi um futebolista e treinador de futebol dos Países Baixos.

## Carreira em clubes
Bos defendeu apenas um único clube em sua carreira: o SBV Vitesse, entre 1983 e 1998. Fez a sua estreia como profissional aos 18 anos, na partida contra o FC Wageningen, pela temporada 1983-84.
Foram mais 14 temporadas até que o defensor fez a última de suas 369 partidas com a camisa do Vitesse, contra o NAC Breda; ele, no entanto, realizaria sua despedida apenas no ano seguinte, em um amistoso entre os Vitas e o Schalke 04.

## Trabalhos como técnico
Após sete anos longe do futebol, Bos voltaria à ativa como treinador do FC Den Bosch, onde trabalharia até 2009, quando seria chamado para comandar o Vitesse, seu único clube na época de jogador, permanecendo durante um ano.
Comandaria ainda o Polónia Varsóvia durante dois meses, antes de retornar à Holanda para treinar o FC Dordrecht, sua última equipe como técnico de futebol.

## Morte
Em julho de 2012, Bos anunciou seu afastamento do comando técnico do Dordrecht por questões de saúde - seis meses antes, ele foi diagnosticado com câncer no pâncreas. No dia 26 do mesmo mês, a parte sul do Estádio Gelredome receberia seu nome.
Theo acabou falecendo em Elst, aos 47 anos de idade, depois de sete meses lutando contra o câncer.